# جوزيف آرشامبو
جوزيف آرشامبو هو محامي وسياسي كندي، ولد في 17 فبراير 1879 في مونتريال في كندا، وتوفي في 11 سبتمبر 1964. حزبياً، نشط في الحزب الليبرالي الكندي. وقد انتخب عضو مجلس العموم الكندي.